# Raccordo autostradale

Segnale stradale in uso

Per raccordo autostradale, in Italia, s'intende generalmente un collegamento tra un'autostrada e una località nelle vicinanze, ma non sul percorso dell’autostrada stessa.

## Storia
Lo sviluppo dei raccordi autostradali italiani è stato reso possibile dalla legge 21 luglio 1961, n. 729, modificata dalla legge 1197 del 19 ottobre 1965:
I raccordi aventi caratteristiche di autostrade saranno riconosciuti come tali con decreto del ministro per i lavori pubblici.»
(Legge 21 luglio 1961, n. 729. Art. 13 così come modificato dalla legge 19 ottobre 1965, n. 1197)

## Classificazione tecnica e nomenclatura
I raccordi autostradali previsti dalla legge sopracitata, che al 2023 sono 16, possono essere classificati tecnicamente come autostrada o come viabilità ordinaria (strade extraurbane principali o strade extraurbane secondarie, in ogni caso sono a due carreggiate e a due corsie per senso di marcia). 
La maggioranza di essi, all'apertura, sono stati classificati burocraticamente come autostrada con decreto ministeriale pubblicato sulla Gazzetta Ufficiale.
Sono le uniche strade italiane a non essere identificate né da sigle amministrative (ad esempio SS per strada statale) né da sigle tecniche (solo nel caso delle autostrade identificate dalla A) ma dalla sigla RA (raccordo autostradale). 
Costituiscono quindi una classificazione funzionale non prevista dal Codice della Strada seppur usata.

## I raccordi autostradali italiani e i gestori
Nel 1984, tramite decreto ministeriale del 20 luglio 1983, vennero definiti e classificati come tali alcuni raccordi autostradali, già aperti, facenti parte delle strade di grande comunicazione italiane.
Il decreto legislativo del 29 ottobre 1999, n. 461, ha riordinato i tratti stradali classificati come raccordi autostradali, identificandone 17.
Negli anni successivi il RA7 è stato classificato, in parallelo alla denominazione già assunta, in A53, mantenendo sui documenti ufficiali entrambe le denominazioni.
Il RA17, invece, nel 2013, a seguito di lavori di ammodernamenti è stato riclassificato completamente come autostrada cambiando denominazione in A34.
Al 2023 sono classificati con la sigla RA 16 tratti stradali italiani.
L'RA1 inoltre ha una diramazione, denominata ramo verde, che ha la stessa numerazione.
| Simbolo | Numerazione e denominazione                               | Classificazione tecnica originaria | Percorso                                  | Gestore                           |
| ------- | --------------------------------------------------------- | ---------------------------------- | ----------------------------------------- | --------------------------------- |
|         | RA 1 - Tangenziale di Bologna                             | Autostrada                         | A1 - A13 - A14                            | Autostrade per l'Italia           |
|         | RA 1 - Tangenziale di Bologna / Ramo Verde                | Autostrada                         | A1 - A14                                  | Anas                              |
|         | RA 2 - Raccordo di Avellino                               | Autostrada                         | A2 - Avellino                             | Anas                              |
|         | RA 3 - Autopalio                                          | Autostrada                         | A1 - Siena                                | Anas                              |
|         | RA 4 - Raccordo autostradale di Reggio Calabria           | Strada extraurbanaAutostrada       | A2 - Reggio Calabria - SS 106             | Anas                              |
|         | RA 5 - Sicignano-Potenza                                  | Autostrada                         | A2 - Potenza                              | Anas                              |
|         | RA 6 - Bettolle-Perugia                                   | Autostrada                         | A1 - Perugia                              | Anas                              |
| (ex )   | Autostrada A53 Bereguardo-Pavia (ex RA7)                  | Autostrada                         | A7 - A54                                  | Milano Serravalle                 |
|         | RA 8 - Raccordo autostradale Ferrara-Porto Garibaldi      | Autostrada                         | A13 - Ferrara - Porto Garibaldi           | Anas                              |
|         | RA 9 - Raccordo autostradale di Benevento                 | Autostrada                         | A16 - Benevento                           | Anas                              |
|         | RA 10 - Raccordo autostradale Torino-Aeroporto di Caselle | Autostrada                         | Torino - A55 - Aeroporto di Caselle       | Anas                              |
|         | RA 11 - Raccordo autostradale Ascoli-Porto d'Ascoli       | Autostrada                         | Ascoli - A14 - Porto d'Ascoli             | Anas                              |
|         | RA 12 - Asse attrezzato - Chieti-Pescara                  | Autostrada                         | A25 - Chieti - A14 - Pescara              | Anas                              |
|         | RA 13 - Sistiana-Cattinara                                | Autostrada                         | A4 - SS 202                               | Anas                              |
|         | RA 14 - Opicina-Fernetti                                  | Autostrada                         | RA 13 - Confine di stato                  | Anas                              |
|         | RA 15 - Tangenziale di Catania                            | Autostrada                         | A18 - A19 - Aut. CT-SR                    | Anas                              |
|         | RA 16 - Cimpello-Pian di Pan                              | Strada extraurbana                 | A28 - SS 13                               | Friuli Venezia Giulia Strade      |
| (ex )   | Autostrada A34 Villesse-Gorizia (ex RA17)                 | Autostrada                         | Autostrada A4 (Italia) - Confine di stato | Società Autostrade Alto Adriatico |

## Diramazioni, bretelle e raccordi autostradali
Esistono inoltre raccordi autostradali classificati come autostrade o senza pedaggio o con pedaggio, ma cui è stata assegnata, sin dall'apertura (a eccezione dell'A53), l'usuale nomenclatura delle autostrade italiane (Axx) o con leggere modifiche (Axxdir, Axx/Ayy), divenendo de facto e de jure delle autostrade in tutto e per tutto, seppur di modesta lunghezza. Tuttavia, sono denominati come raccordi, diramazioni o bretelle in base agli organi di stampa o alle società di gestione delle autostrade.